# Parrera
Parrera es un despoblado del municipio de Cilleros, en la provincia de Cáceres, Comunidad Autónoma de Extremadura, España.
Se sitúa en la parte meridional del término municipal, cerca del arroyo de la Parrera.